# Cyprinus hyperdorsalis
Cyprinus hyperdorsalis är en fiskart som beskrevs av Nguyen, 1991. Cyprinus hyperdorsalis ingår i släktet Cyprinus och familjen karpfiskar. IUCN kategoriserar arten globalt som otillräckligt studerad. Inga underarter finns listade i Catalogue of Life.